# I Cry (Flo Rida)
I Cry è un singolo del cantante hip hop statunitense Flo Rida, pubblicato il 18 settembre 2012 come quarto estratto dal quarto album in studio dell'artista Wild Ones.

## Descrizione
Il brano è di genere dance pop e hip house, e perciò di natura "da discoteca". Esso nel ritornello contiene un campionamento della canzone di Bingo Players, che fra l'altro ha anche donato il titolo al brano stesso, Cry (Just a Little) (2011), che a sua volta ha remixato le parole di Piano in the Dark, famosa canzone del 1988 di Brenda Russell.
Dal punto di vista il testo delle strofe, I Cry è stato scritto dallo stesso Flo Rida, dal celebre disc jockey Calvin Harris, dal duo francese soFLY & Nius e The Futuristics (anche produttori della canzone), Scott Cutler, Jeffrey Hull e, per quanto riguarda le parole del ritornello, da Brenda Russell.

## Video musicale
Il videoclip ufficiale della canzone, diretto da Marc Klasfeld, è stato pubblicato il 30 settembre 2012. Il video mostra Flo Rida che torna a visitare il suo quartiere natale (Carol City, Florida), per poi far vedere l'artista che, chiuso in bagno, nel rivedere se stesso giovane riflesso nello specchio, inizia a piangere fino a creare un mare di lacrime ripensando a tutta la strenua lotta che egli ha dovuto fare per sfuggire al degrado del suo luogo d'origine e raggiungere la fama.
Il video musicale è stato presentato in anteprima durante il programma TV americano 106 & Park l'11 ottobre 2012, quando Flo Rida è stato ospite dello show.

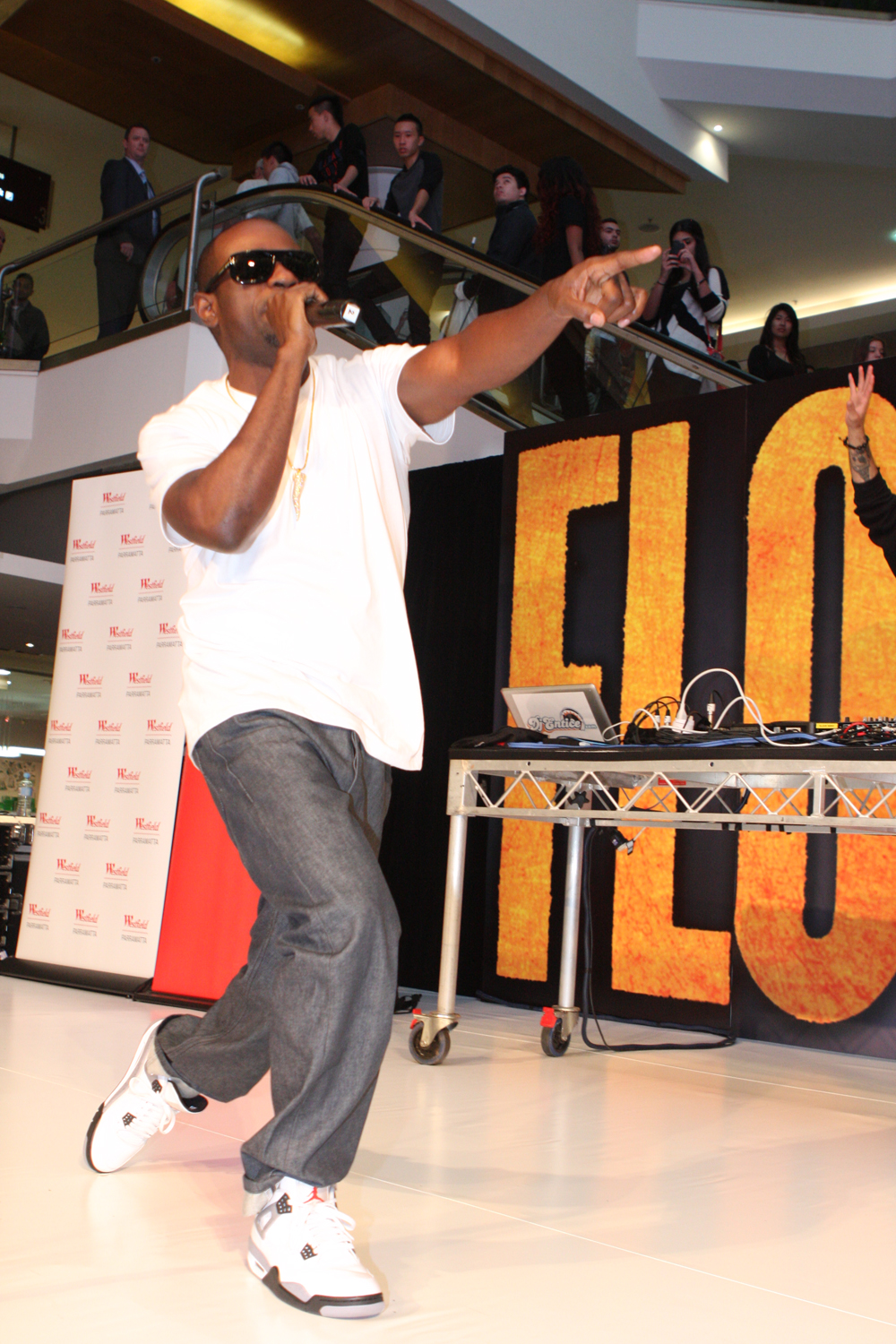
Flo Rida mentre esegue la sua I Cry a Sydney

## Accoglienza

### Critica
I Cry ha ricevuto recensioni notevolmente contrastanti da parte della critica musicale.
Infatti, da una parte, alcuni critici hanno criticato la produzione del singolo che, secondo loro, sarebbe risultata migliore se fosse stata presente la cantante Sia, cantante con cui Flo Rida aveva precedentemente collaborato per il singolo Wild Ones.
D'altra parte, buona parte delle riviste musicali ha accolto molto positivamente il singolo, per la sua orecchiabilità e la sua natura "da discoteca". Tra queste vi è Billboard, che ha scritto: "Dopo diversi ascolti I Cry potrebbe suonare molto come una copia di Wild Ones, ma se suonata in un club al momento giusto, ha molto ritmo e climax pop da offrire per piacere a chi la ascolta!".

## Successo commerciale
Il singolo ha riscosso un grande successo, tanto da riuscire ad entrare nelle top 10 di molti Paesi del mondo, tra cui Australia, Canada (dove ha raggiunto la prima posizione), Danimarca, Francia, Germania (dove ha raggiunto la prima posizione), Stati Uniti d'America e Svizzera. Anche tra Regno Unito e Irlanda il singolo ha ricevuto un successo strepitoso:  il 13 settembre 2012 esso ha infatti raggiunto la posizione nº 16, mentre addirittura la numero 3 nella molto ambita Official Singles Chart, il 30 settembre.
Infine, negli Stati Uniti la canzone è stata certificata disco di platino due volte, esattamente come in Canada, e addirittura tre volte in Australia.

## Classifiche
| Classifica (2012) | Posizione massima |
| ----------------- | ----------------- |
| Australia         | 3                 |
| Austria           | 6                 |
| Belgio (Fiandre)  | 8                 |
| Belgio (Vallonia) | 19                |
| Canada            | 1                 |
| Danimarca         | 8                 |
| Finlandia         | 1                 |
| Francia           | 9                 |
| Germania          | 1                 |
| Irlanda           | 12                |
| Lussemburgo       | 8                 |
| Norvegia          | 1                 |
| Nuova Zelanda     | 4                 |
| Paesi Bassi       | 40                |
| Regno Unito       | 3                 |
| Spagna            | 32                |
| Stati Uniti       | 6                 |
| Svezia            | 17                |
| Svizzera          | 9                 |

## Tracce[26]

### Digital download
1. I Cry – 3:42

### CD single
1. I Cry
2. Whistle